# Општина Канешти (Бузау)
Канешти (рум. Căneşti) општина је у Румунији у округу Бузау.
Oпштина се налази на надморској висини од 327 m.